# Logaritmisk skala

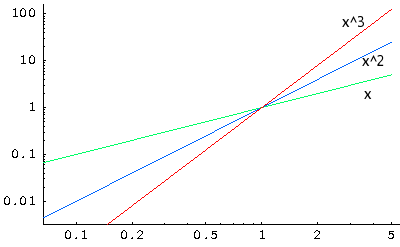
I en dubbellogaritmisk graf, där båda axlar är i en logaritmisk skala, ser potensfunktioner ut som räta linjer med en lutning proportionell mot exponenten.

Tillväxten av Englands befolkning ritad på logaritmisk skala (1,67 årtionden).

På en logaritmisk skala anger man värdet av en storhet som logaritmen av förhållandet till något standardvärde. Logaritmiska skalor används ofta när storheten kan variera över många tiopotenser. En vanlig typ av logaritmiska skalor är Bodediagram.

## Logaritmiska mått
Inom vissa områden finns logaritmisk mått definierade, där en referensnivå och en proportionalitetskonstant har lagts fast. Referensen väljs ofta så att den ligger på gränsen av vad som är kännbart.

### Exempel
- Decibel för ljudnivå, signalstyrka eller förstärkning.
- Momentmagnitudskalan (Richterskalan) för jordbävningar.
- Oktav och tonhöjd för frekvens.
- DIN-skalan för känslighet av fotografisk film och bländarstopp (f-tal) på kameror.
- pH för surhetsgrad och pE för elektronaktivitet.
- Skenbar magnitud för astronomiska objekt.
- Informationsmängd eller entropi mätt i bit per symbol för alfabetets storlek (antal lika sannolika symboler).

## Logaritmiska diagram
Genom att logaritmera en eller båda axlarna i en graf kan man illustrera en datamängd som varierar mellan mycket små och mycket stora värden i ett och samma diagram. Dessutom förenklar det identifiering av hur väl datamängden följer linjära, exponentiella, logaritmiska eller potens-funktioner,  och uppskattning av funktionens parametrar. Exempelvis visas en exponentiellt ökande eller minskande datamängd som en linjär kurva om man logaritmerar den vertikala axeln. Utifrån linjens lutningskoefficienten kan man därmed beräkna halverings- eller dubbleringstakt, årlig ränta i procent, med mera. Den absoluta höjdskillnaden mellan två punkter i en sådan graf blir då proportionerlig mot den relativa skillnaden i procent mellan punkternas värden.
Fler exempel på användningsområden är studier av bakteriell tillväxt eller smittspridningens utveckling vid pandemier.

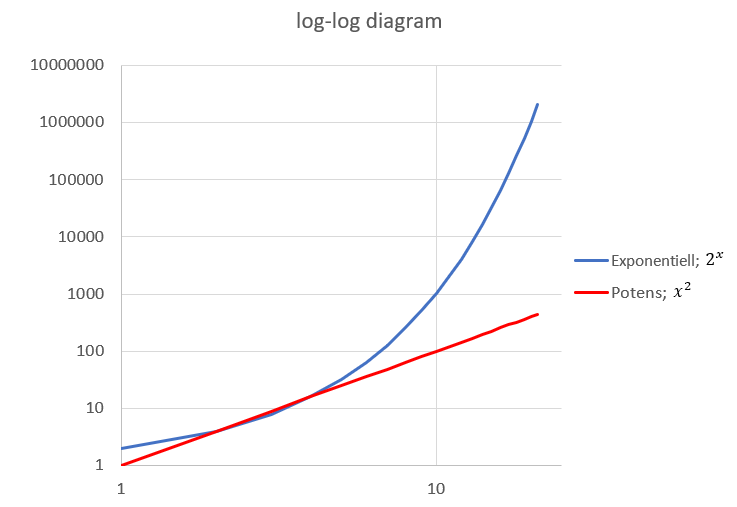